# Židenická smuteční síň
Židenická smuteční síň (někdy též Rullerova, dle architekta Ivana Rullera, který ji navrhl) je chátrající nepoužívaná smuteční síň na hřbitově v městské části Brno-Židenice.

## Historie
Návrh stavby vznikl již v roce 1977 v ateliéru architekta Ivana Rullera. Následně se v Brnoprojektu letech 1979 a 1983 realizovala projektová dokumentace a po vyhotovení stavební dokumentace se v roce 1983 přistoupilo ke stavbě. Tu realizovali samotní občané v rámci akce Z a stavbu dokončili v roce 1985. Investorem stavby byla Technická a zahradní správa města Brna. Vedoucím architektem Ing. arch. Pavel Šrubař. Náklady tvořily 4,5 milionu korun československých. Jelikož kvalita prací nebyla odpovídající, začaly se projevovat různé problémy, proto byla stavba v roce 2007 zcela uzavřena. Následně vlastník, jímž je město Brno, začal v roce 2011 zvažovat demolici a budovu oplotil. K demolici ale nedošlo. Jednak z důvodu nedostatku peněz, za druhé i z důvodu protestů místních obyvatel. Později se ale karta obrátila a město se rozhodlo síň opravit.

## Současnost
V září 2023 začala rozsáhlá a kompletní rekonstrukce, která by měla trvat dva roky a síň by tak měla od roku 2025 opět sloužit svému účelu.

## Popis původního stavu

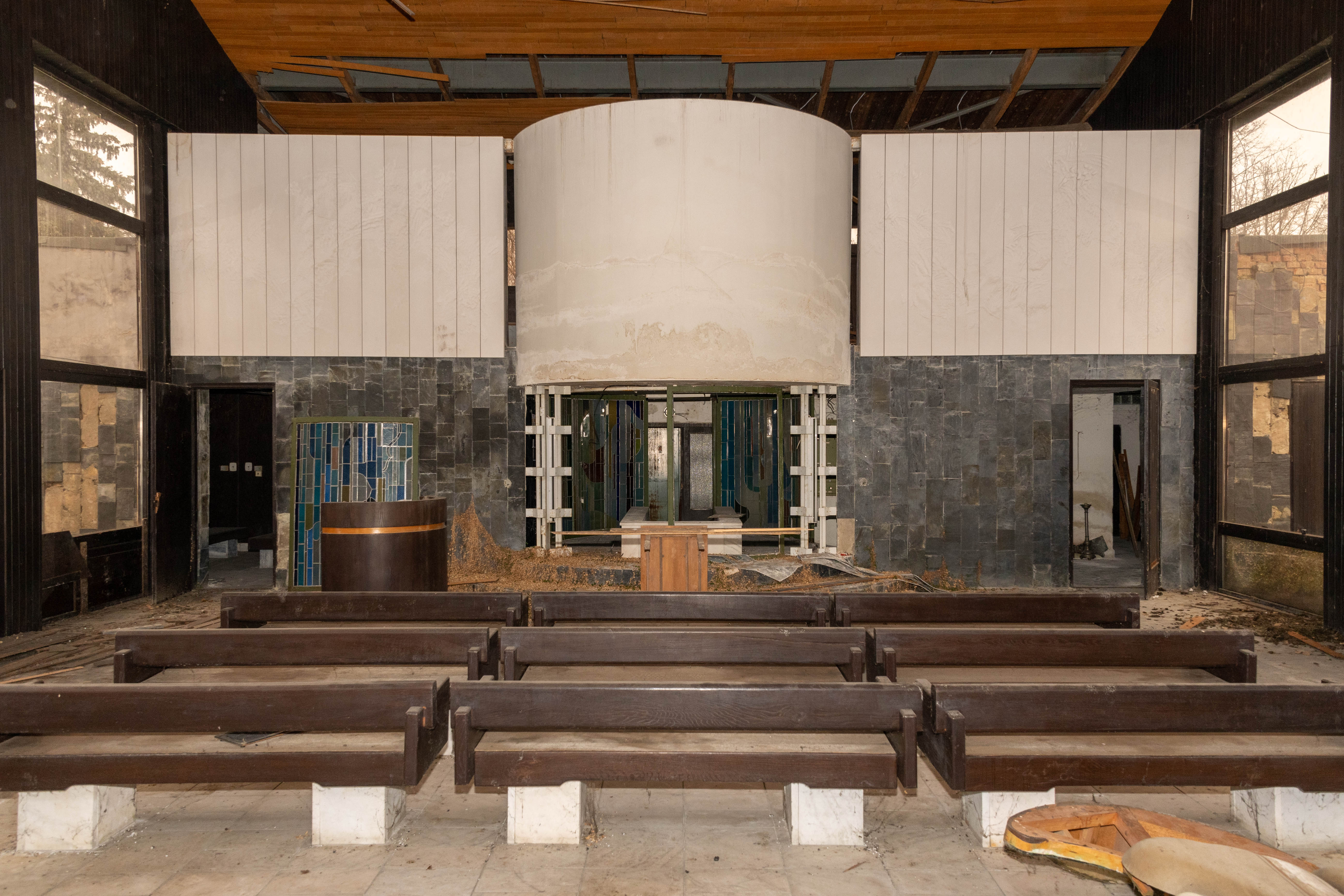
Hlavní sál smuteční síně, stav 2020

Síň je umístěna na Židenickém hřbitově a přístup byl z parkoviště v ulici Komprdova. Areál je oplocen kovovou mříží, kterou navrhl Zdeněk Makovský a zrealizoval umělecký kovář Ivan Blažek. Jedná se o přízemní budovu s půdorysem písmene H, kdy delší strana je rovnoběžná s Komprdovou ulicí, od které je vzdálená asi 50 metrů a původně přístupná po vyasfaltované cestě. První obdélníková část představovala svět živých, úzká část bájnou řeku Styx a poslední obdélníková část svět mrtvých. Střecha nad samotnou síní má podobu zlomeného V, nejprve se mírně zdvihá a na konci prvního obdélníku kolmo stoupá vzhůru a následně se volně propadá. Nad přední a zadní částí, je pak plochá.
Z vnějšku jsou stěny obloženy mramorem, štípanou břidlicí a tmavě natřenými latěmi. Vstupní část má několik schodů, kamenem obloženou pochozí plošinu, je prosklená a pohledově rozčleněná sloupy. Vpravo v rohu se pak nachází před stavbou tmavě olověná plastika Olbrama Zoubka nazvaná Tři chodci z roku 1967. Vlevo je přízemní budova sloužící jako toaleta. Symbolicky je oddělena zdí pokrytou černou břidlicí, která je kolmo, nedosedá však k objektu a umožňuje tak průchod podél prosklené stěny. Vpravo pak vstup do atria následovaný smuteční síní. Mezi těmito dvěma objekty je průchod do zeleného parteru.
Do atria se dá vstoupit dvěma prosklenými dveřmi. Za nimi je obdélníková místnost, kdy vlevo jsou dřevěné lavice na soklech obložených kamenem, vpravo je pak do zelena laděná prosklená stěna s motivem Krista sklářského výtvarníka Valéra Kováče.  Uprostřed jsou další lavice a za nimi býval pětidílný cyklus maleb Cesta života od výtvarníka Karla Rechlíka. Do žluta laděné oleje byly po uzavření síně přemístěny do skladů správy hřbitovů města Brna. Ve stropě, který je podbit tmavě hnědě natřenými dřevěnými latěmi jsou bodová světla. Následuje vstup do samotné smuteční síně, který tvoří dvoje dvoukřídlé dveře po obou stranách. Jsou žluté barvy, opatřeny reliéfním dekorem z dílny Jindřicha Kompošta ml..
Smuteční síň zasahuje přes dvě patra, ve druhém patře nad obřadním místem je galerie, která je obložena bílými sádrovými deskami. Do těchto desek byl vybroušen abstraktní dekor s názvem Panychida sochařem Tomášem Rullerem, synem architekta Ivana Rullera. Zbytek je otevřen. Strop je podbit tmavě a světle natřenými latěmi umístěnými ve zvlněných pásech podobně jako členění střechy v pohledu ze strany. Opět jsou zde bodová světla. Tmavě hnědé obložení je i u dveří a na stěnách, což vytváří kontrast obou barev. Vedle dřevěného obložení, jsou zde obdélníková dvoljskla v dřevěných rámech, prosvětlující místnost od jihu, západu i severu. Prosvětlení přichází i ze stropu.
Před obřadním místem je několik dřevěných podlouhlých lavic na kamenných soklech. Uprostřed katafalk, který původně zdobila posuvná barevná vitráž od malíře a grafika Miroslava Netíka. Miroslav Netík byl též autorem dvou obrazů s názvy Život a Smrt malovaných na dřevotřísce, které zde byly umístěny a po uzavření síně přemístěni do skladu. Vlevo pak pult pro řečníka. Za lavicemi proti obřadnímu místu prostor a stěna obložená černou dlažbou. Na stěně proti katafalku byl původně umístěn textilní kruhový reliéf s dřevěnými a mosaznými prvky od Jiřího Fuseka, který byl ale poškozen vandaly.
V zadní části je prostor pro manipulaci s rakvemi, chladicí boxy, kanceláře a schodiště pro hudebníky na galerii.

## Celková koncepce
Původně mělo dojít v této části Brna k rozsáhlým přestavbám.[zdroj?] Realizována však byla jen smuteční síň. Nedošlo ani na urnový háj v okolí či jezírko, které mělo symbolizovat řeku Acheron.

## Galerie

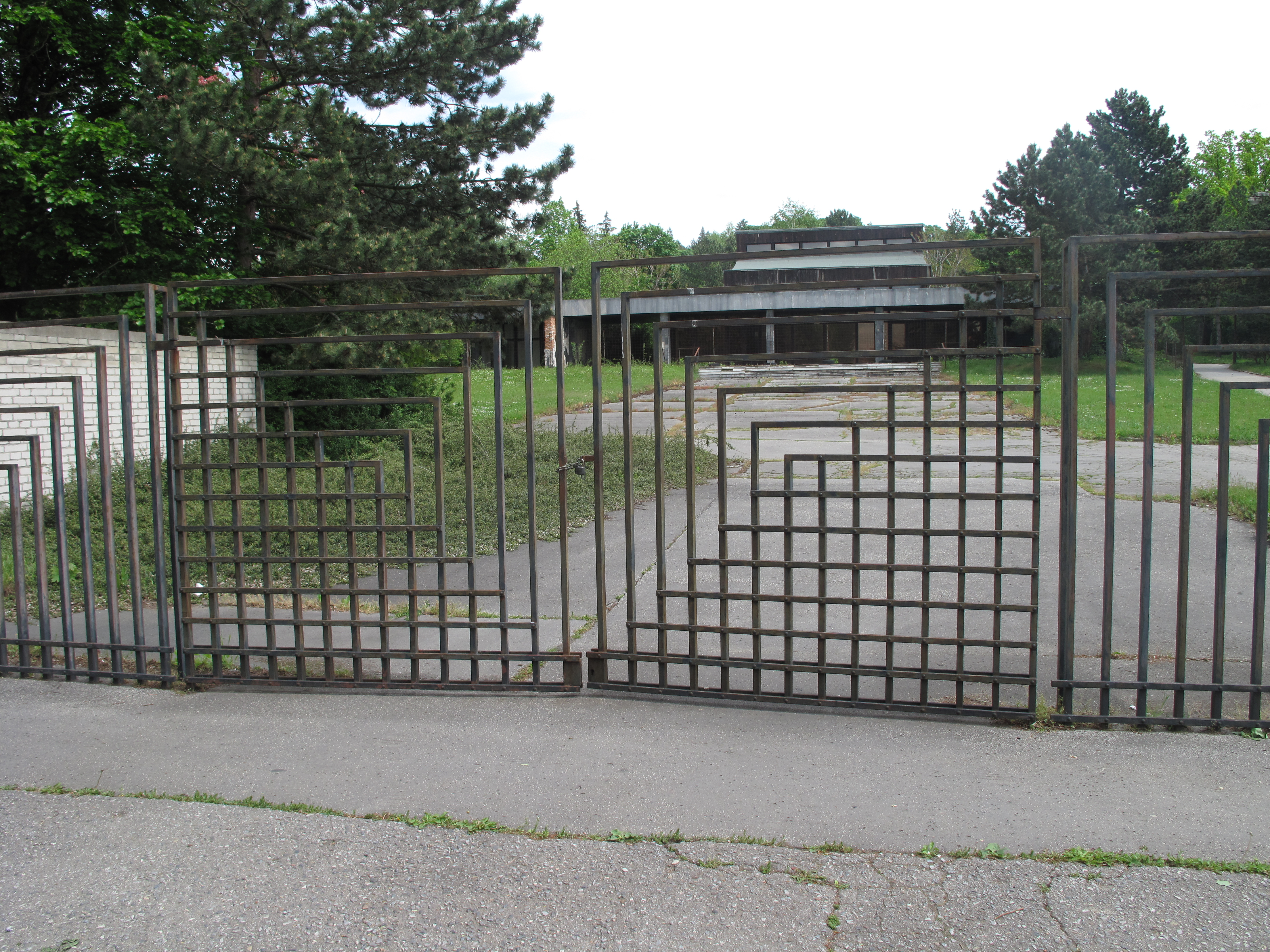
Dekorativní mříž při vstupu do areálu, jejímž autorem je Zdeněk Makovský
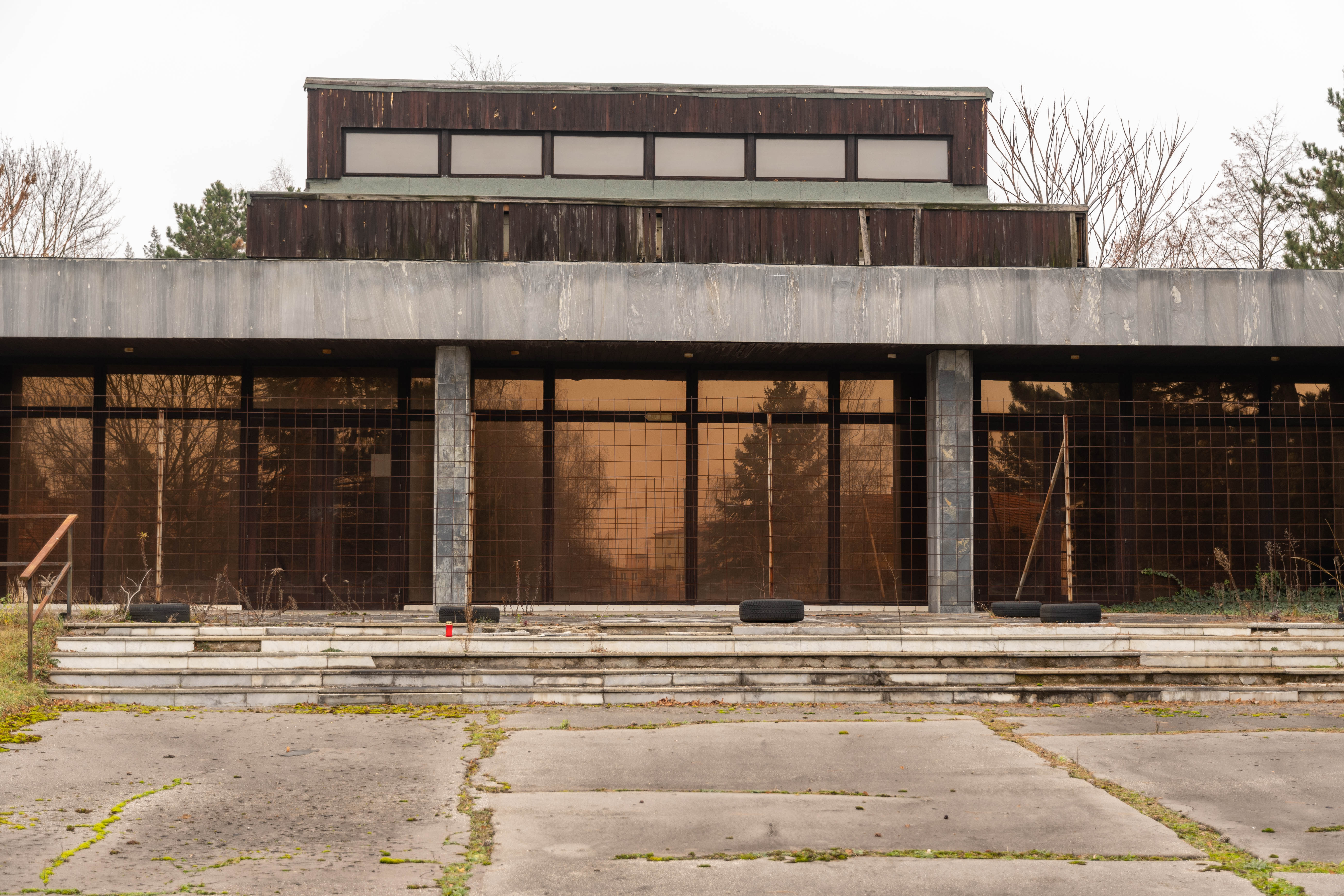
Čelní pohled (stav 2020)
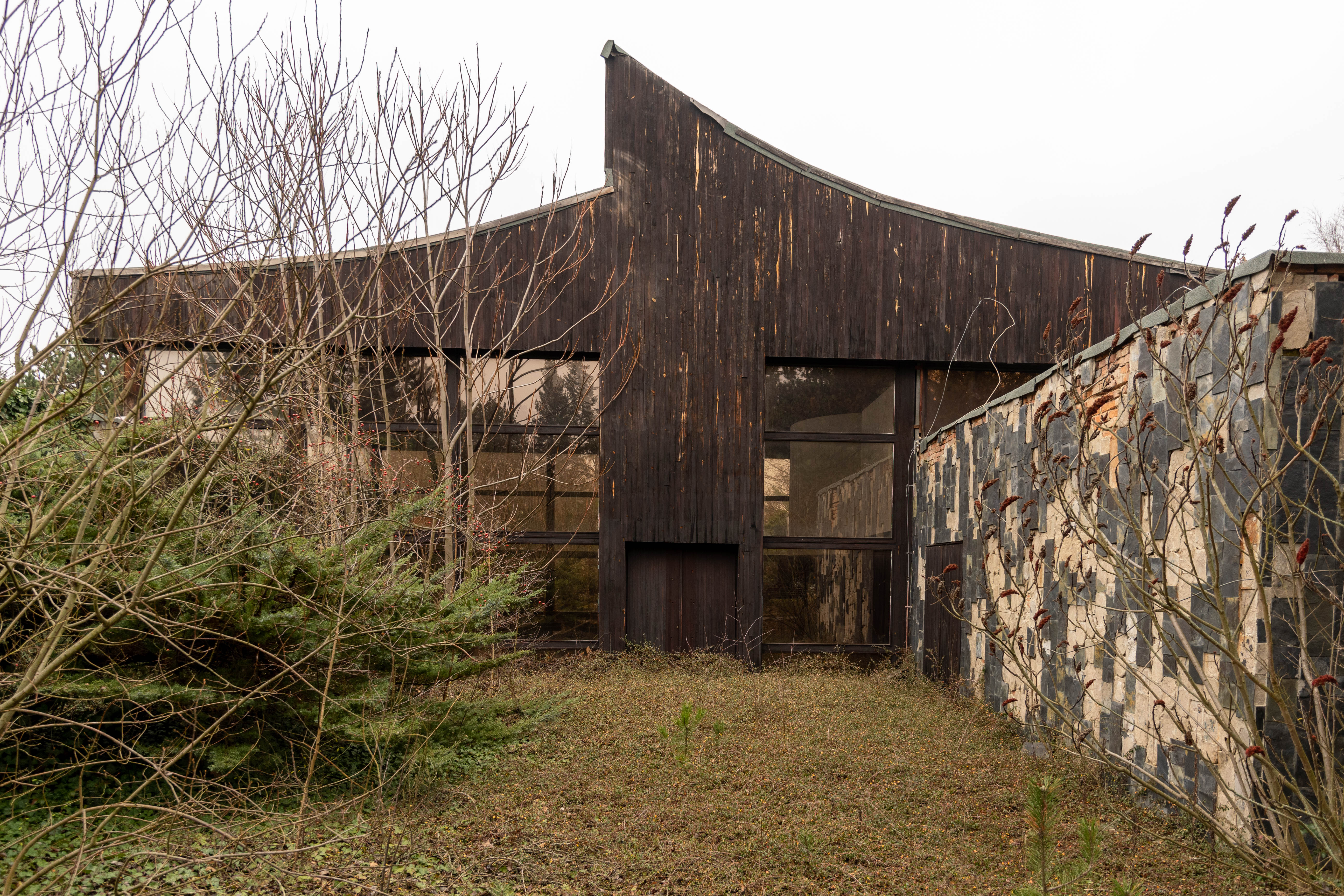
Boční pohled
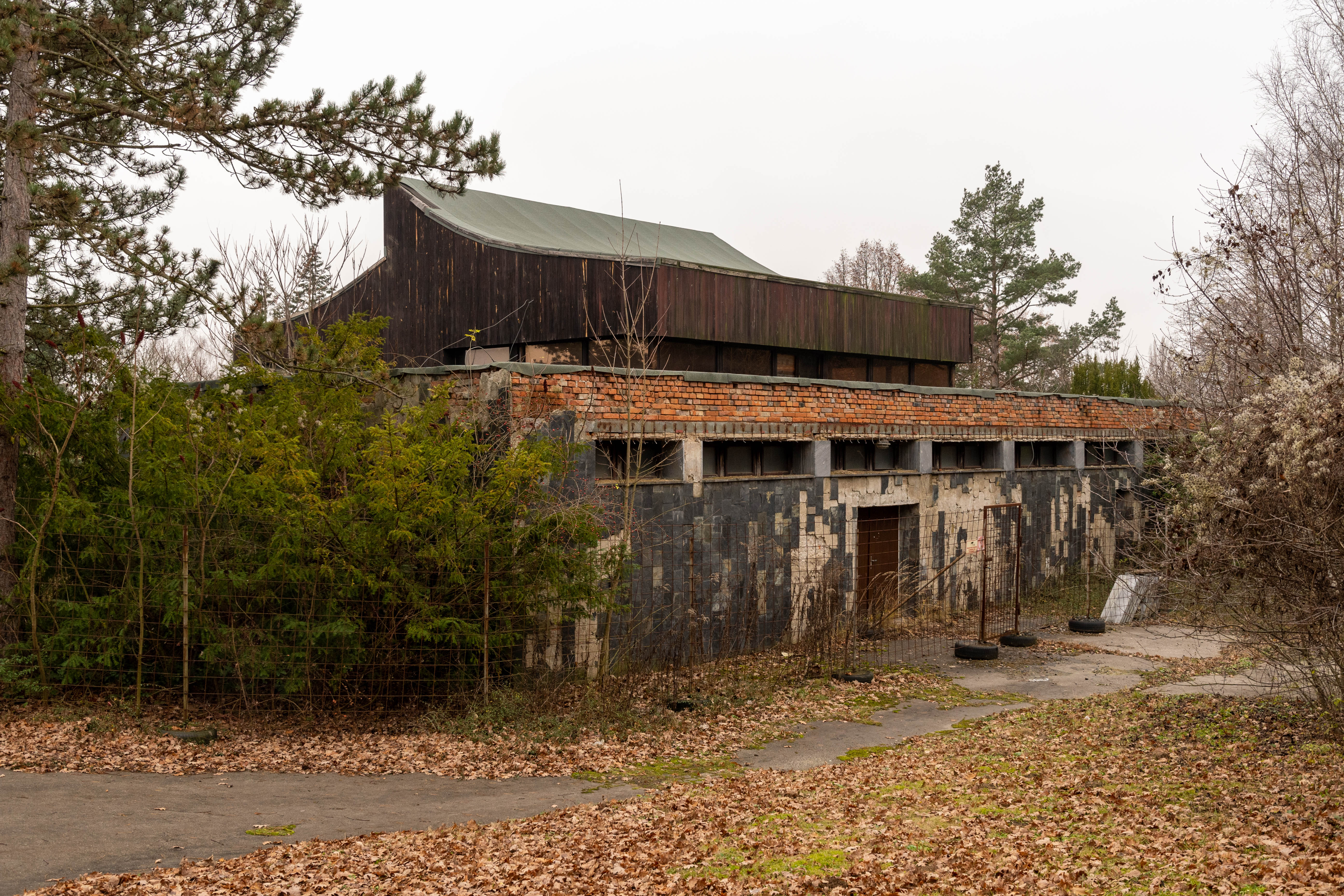
Pohled zezadu
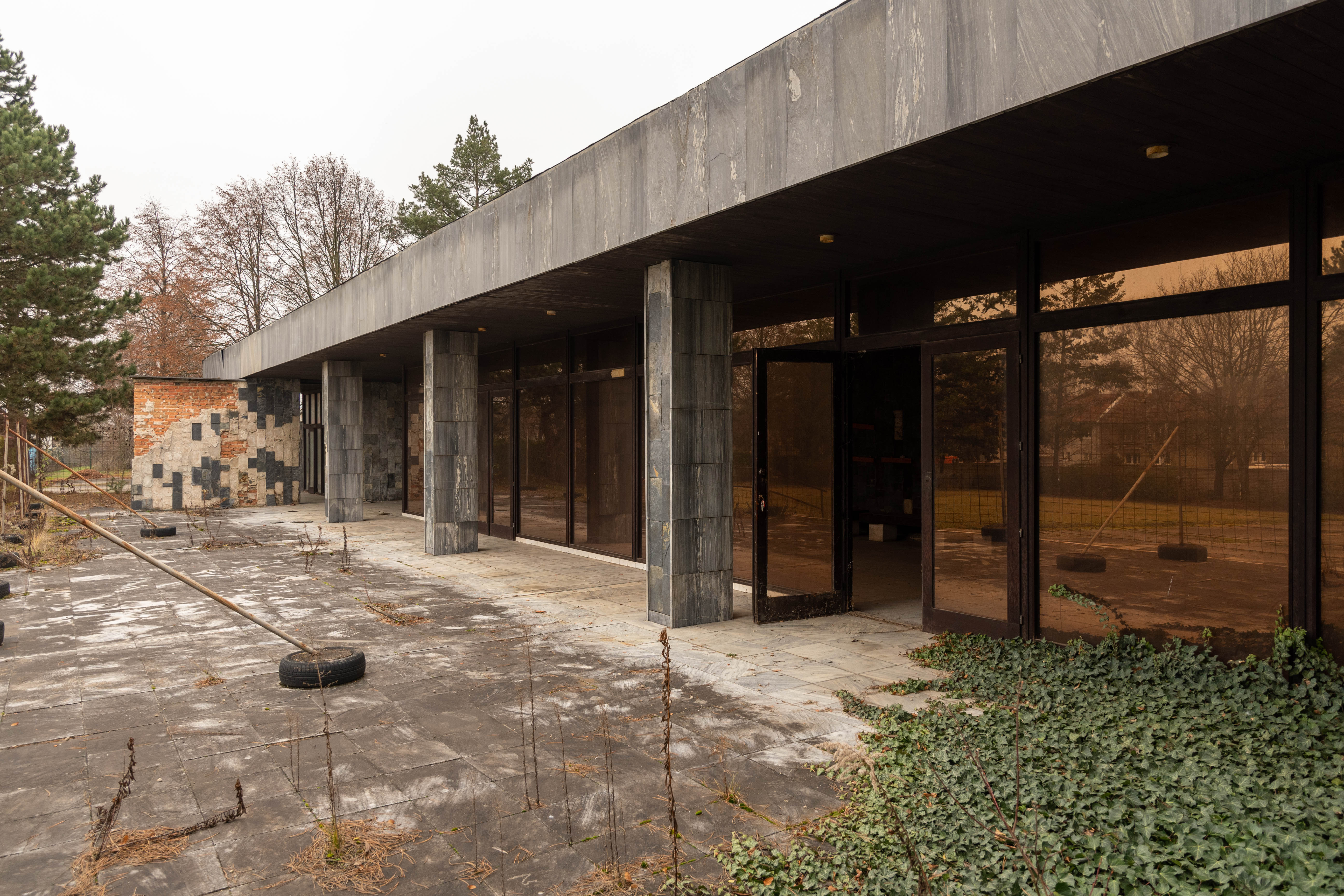
Čelní pohled, vstup do předsálí
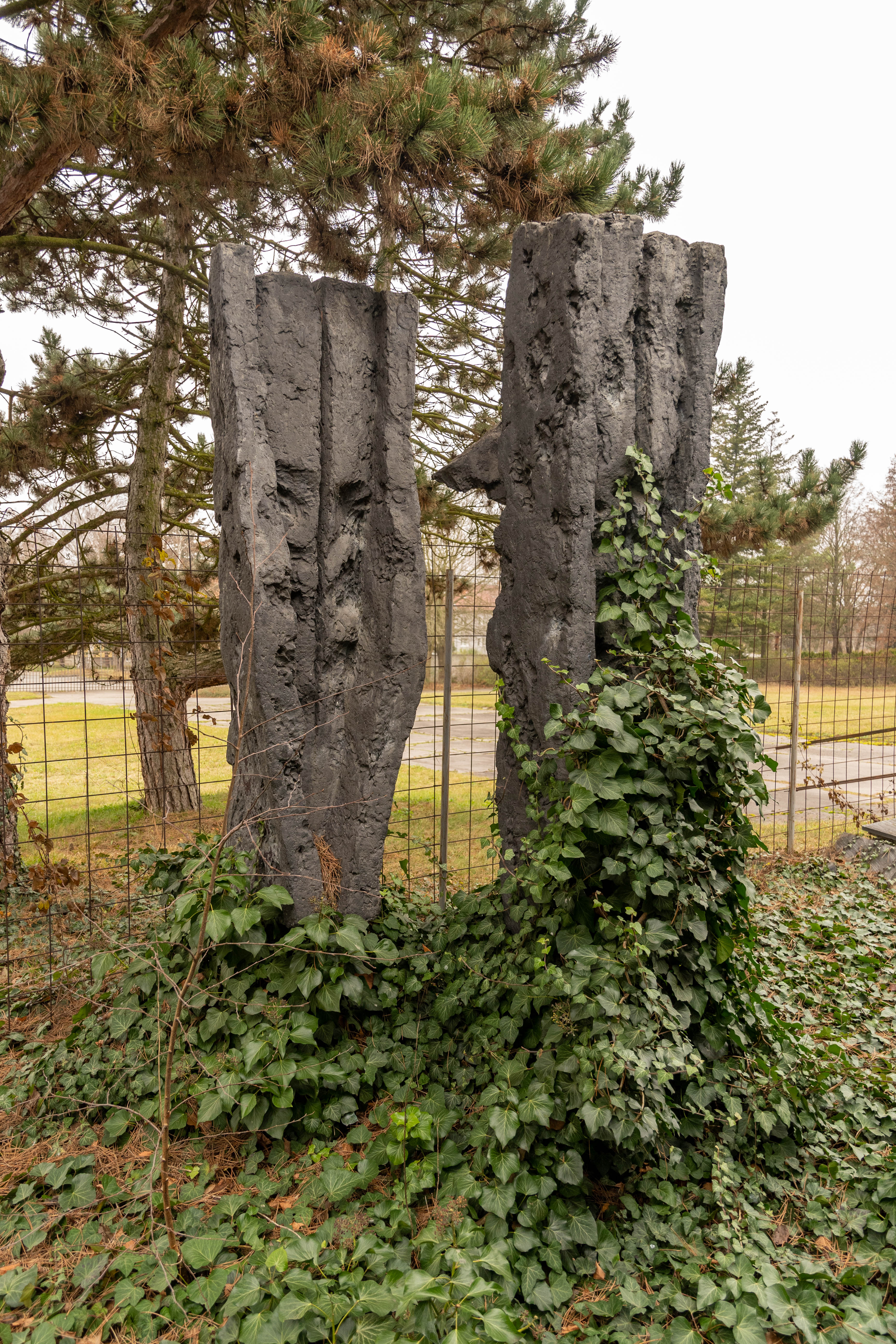
Plastika Tři chodci od Olbrama Zoubka u vstupu do objektu
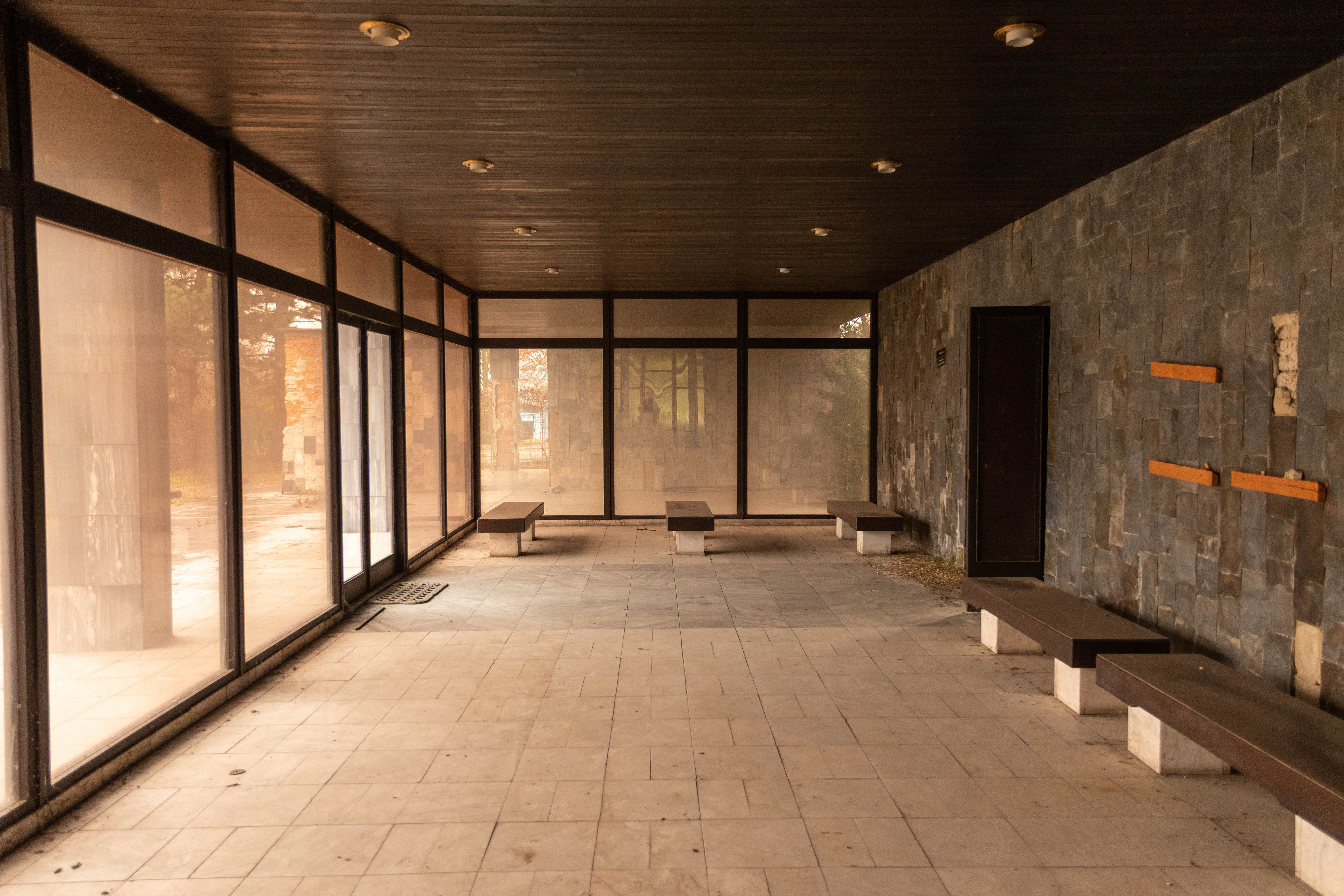
Předsálí. S původního vybavení se dochovaly pouze lavice a obklady
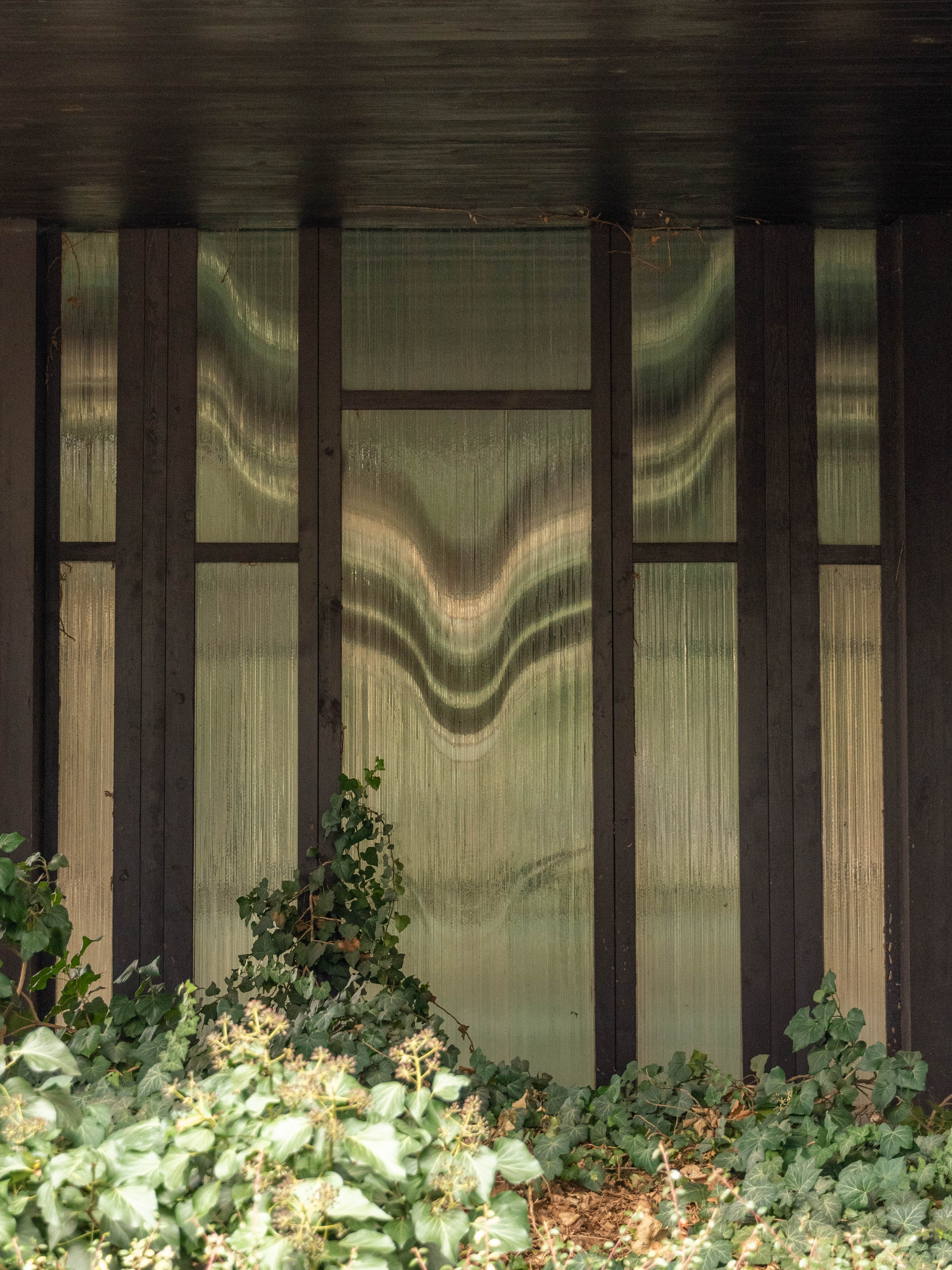
Skleněná reliéfní stěna s motivem Krista v předsálí od Valéra Kováče
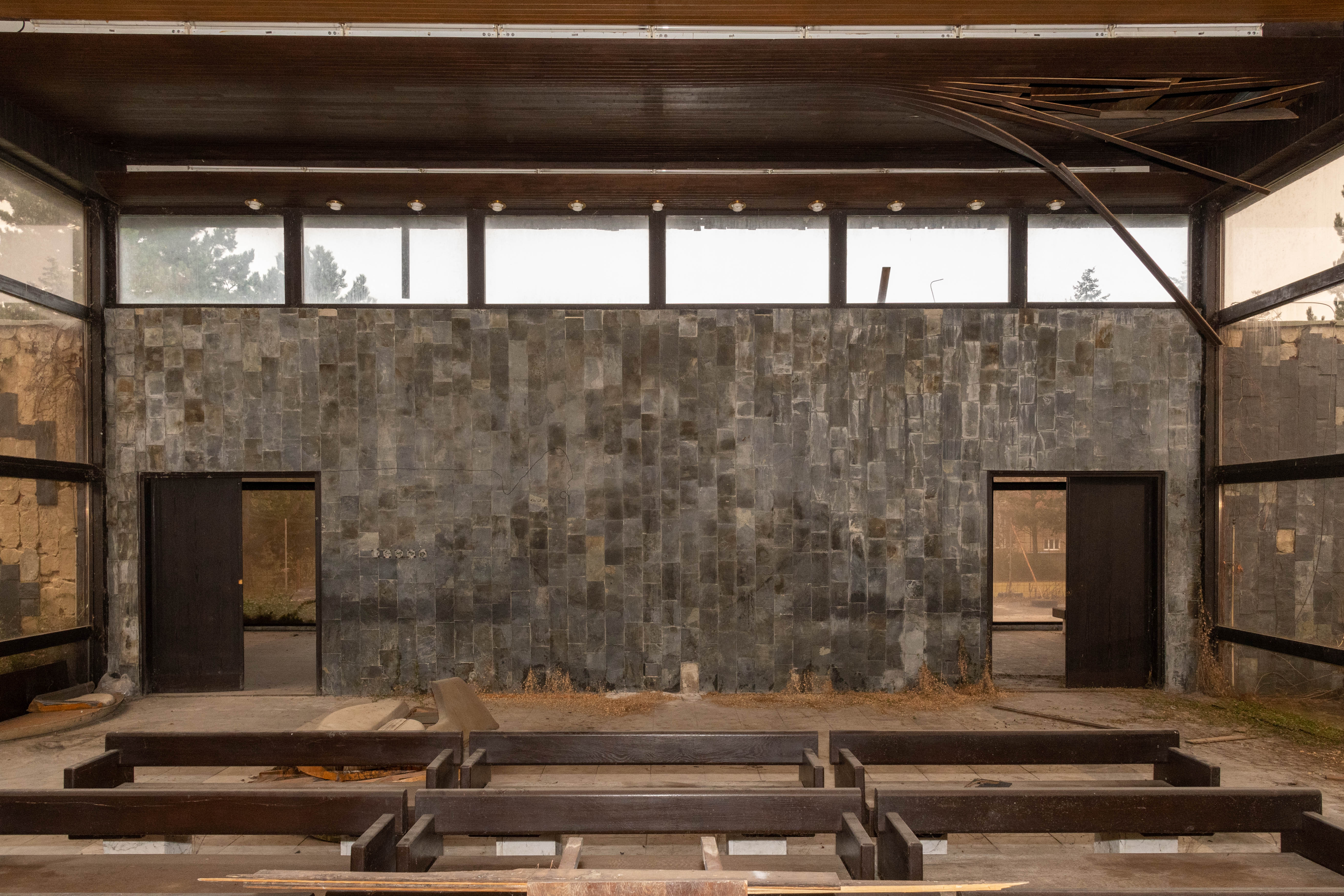
Hlavní sál, pohled k předsálí, do kterého vedou postranní dveře. Mezi nimi na stěně byl původně umístěn dřevo-látkový reliéf od Jiřího Fuseka
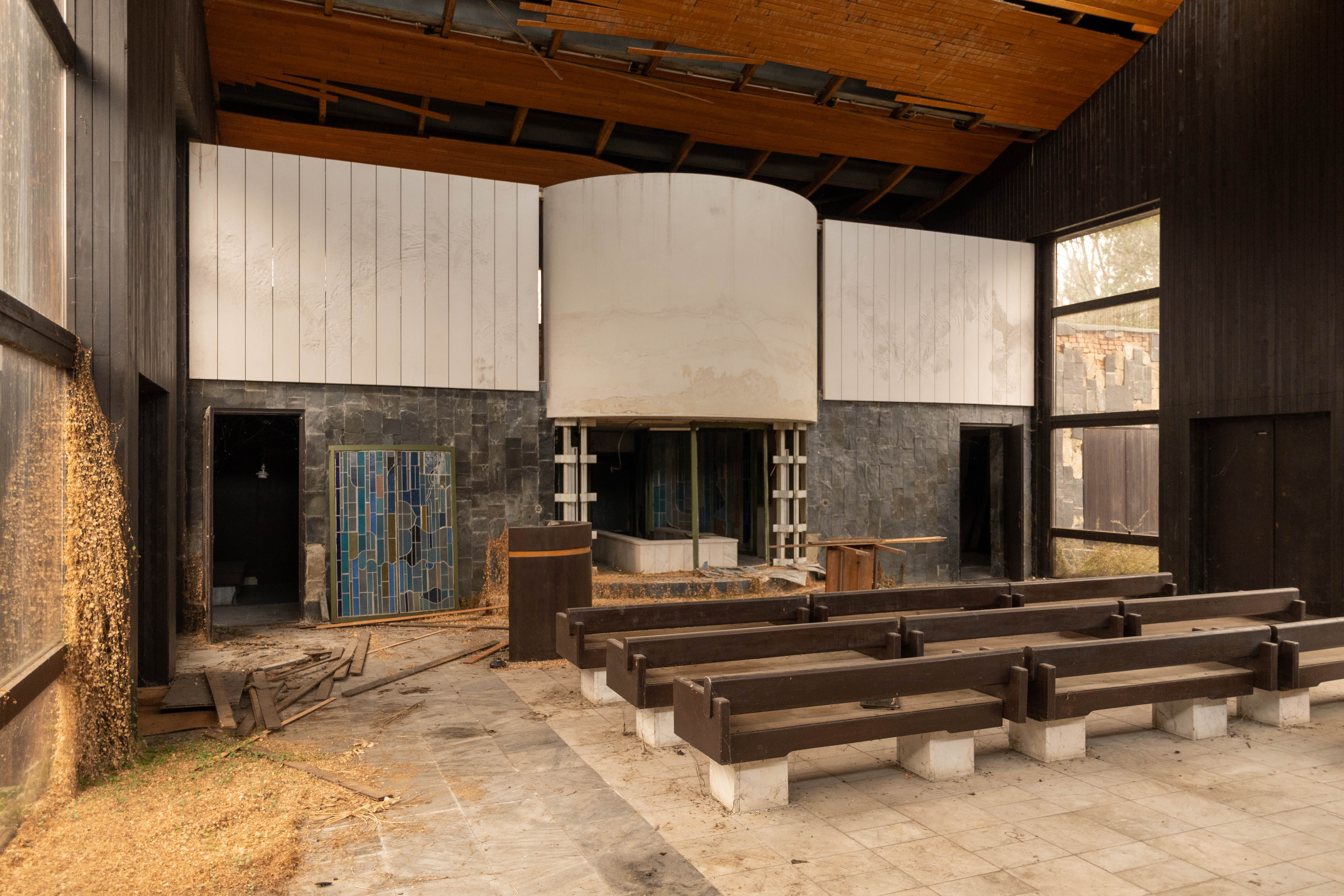
Obrácený pohled ke katafalku. Vlevo pozůstatky zástěny katafalku od Miroslava Netíka; nahoře bílé panely s reliéfem od Tomáše Rullera
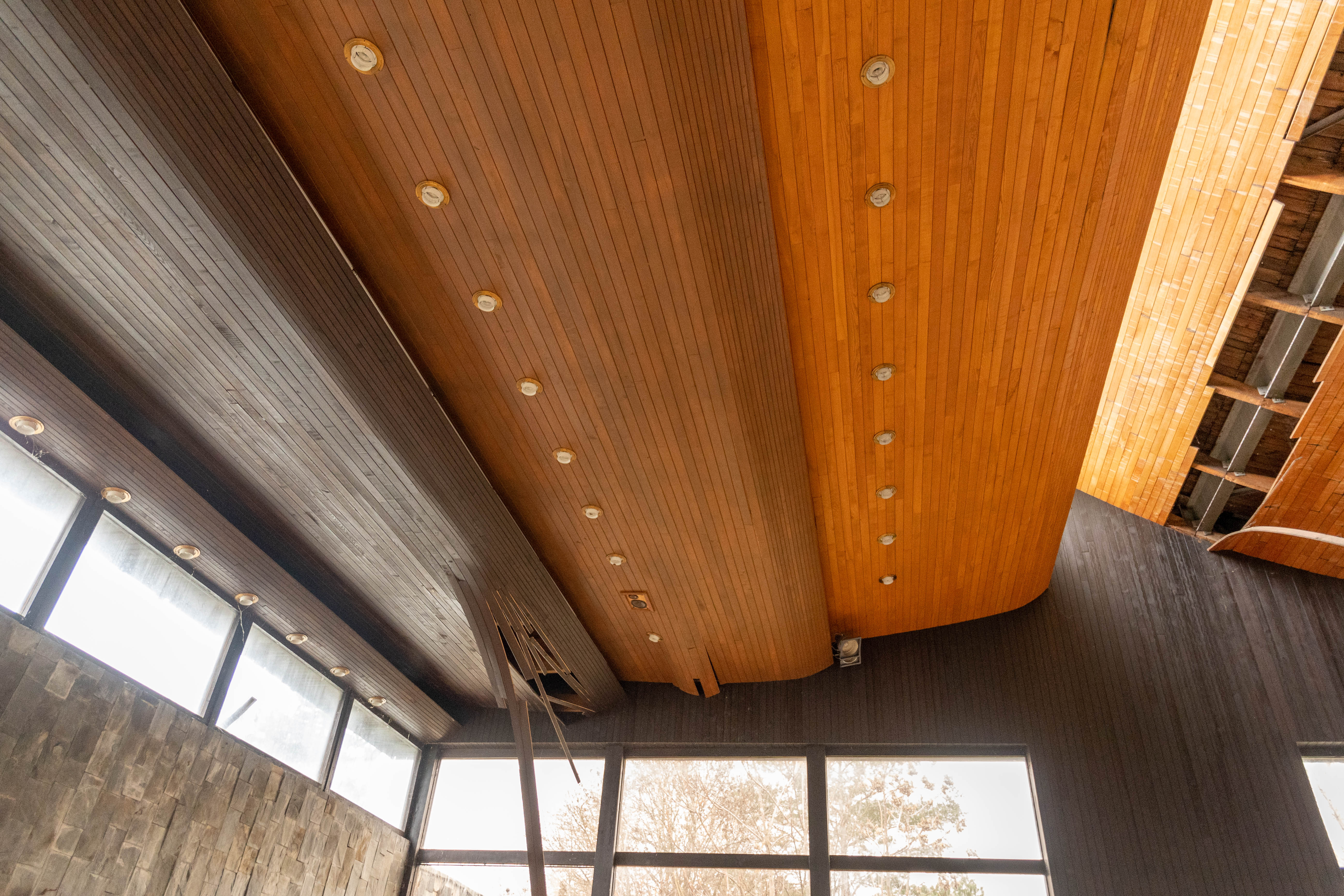
Pohled na strop. Přirozené světlo vstupuje řadou oken vlevo, a druhou vyšší řadou vpravo. Strop je odstupňován a každý stupeň je podbit latěmi jiného tónu hnědé barvy. Do nich jsou zasazena světla a reproduktory